# Nikaura A
Pogledajte također "Nikaura B".
Nikaura A, nazvan po bogu Sunca, bio je princ drevnoga Egipta, vezir, jedini sin faraona Kafre i kraljice Persenet, unuk faraona Kufua i polubrat faraona Menkaure. Njegova se žena zvala Nikanebti, a bila je svećenica Dame ljubavi, božice Hator i ratničke božice Neit. Nikaura i Nikanebti imali su troje djece, čija su imena:
- Nikaura (nazvan po ocu),
- Heteferes (najvjerojatnije nazvana po teti svojega oca, ili po njegovoj sestrični),
- Nikanebti (nazvana po majci).

Nikaura je pokopan u mastabi G 8158 u Gizi. Mastaba je označena i kao LG 87.